# Steps
Steps son un grupo de pop británico, creado por el productor Paul Byrne y los compositores Steve Crosby y Barry Upton, y compuesto por Lisa Scott-Lee, Claire Richards, Faye Tozer, Lee Latchford-Evans e Ian "H" Watkins. El grupo se formó el 6 de mayo de 1997. Steps han grabado tres álbumes de estudio, tienen dos discos en los que se compilan todos sus éxitos y un total de 16 singles editados a lo largo de su carrera. Tuvieron mucha influencia en el Reino Unido en el momento de su lanzamiento, y su estilo de música pop era muy parecido al de varios artistas coetáneos. El nombre de “Steps” se origina en una estrategia de marketing: todos y cada uno de sus singles poseían una simple coreografía que ellos interpretaban en sus vídeos musicales y , a su vez, los pasos de baile a seguir venían incluidos en la edición física de cada uno de sus singles.
Durante los cinco años de su etapa inicial, Steps consiguieron que sus singles llegaran a lo más alto de las listas de éxitos entre 1997 y 2001, incluyendo dos singles número 1 en el Reino Unido, dos álbumes también número 1 en el Reino Unido, 14 singles consecutivos en el top 10 del Reino Unido, y varios sencillos en las listas de éxitos de toda Europa.
El grupo ha vendido alrededor de 20 millones de discos y 2 millones de entradas a sus conciertos, y en el año 1999 consiguieron la nominación al premio Brit al mejor artista novel, además de ser los teloneros de Britney Spears en sus conciertos en el Reino Unido durante ese mismo año. El grupo se separó el 26 de diciembre de 2001, cuando dos de sus miembros, Claire Richards y Ian “H” Watkins, abandonaron el grupo. 
El grupo se reunió en mayo del año 2011, para un documental de cuatro episodios en el canal Sky Living, titulado “Steps: The Reunion” (Steps: La Reunión). El documental comenzó el 28 de septiembre, seguido del lanzamiento de un segundo disco de grandes éxitos, The Ultimate Collection, que salió a la venta el 10 de octubre de 2011. El álbum entró al número 1 en ventas en el Reino Unido, convirtiéndose en el tercer número uno para el grupo. Al recibir esta acogida por el público, Steps anunciaron poco después del lanzamiento del disco, que comenzarían una gira por el Reino Unido, cuyas entradas se agotaron poco después de salir a la venta en la mayoría de las ciudades programadas. 
La segunda parte del documental, también producida por Sky Living, comenzó el 23 de abril del 2012; esta vez, las cámaras siguieron a Steps en la preparación de los 22 conciertos de su gira.
En abril de 2017 Steps llega al número 2 de las listas británicas con Tears on the dancefloor, su quinto álbum de estudio, y su álbum más vendido tras Buzz, el de 2000, y último de ese trío de discos que arrasó en apenas 3 años en UK. Después de esa sorpresa, Steps regresa en 2020 con What the future holds.

## Discografía
- Step One (1998)
- Steptacular (1999)
- Buzz (2000)
- Gold/Best Of Steps (2001)
- The Last Dance (2002)
- The Ultimate Collection (2011)
- Light Up The World (2012)
- Tears on the Dancefloor (2018)
- What the Future Holds (2020)
- What the Future Holds Pt. 2 (2021)